# 守山村 (長崎県)
守山村（もりやまむら）は、長崎県の島原半島にあった村。南高来郡に属した。1954年（昭和29年）に南西隣の山田村と合併し、吾妻村となった。
現在の雲仙市吾妻町の北東部にあたる。

## 地理
島原半島の北西部に位置する。
- 河川：田内川（たなご）、大木場川、田ノ平川、土井ノ川、江頭川

## 沿革
- 1889年（明治22年）4月1日 - 町村制施行により、守山村と三室村が合併し南高来郡守山村が発足。
- 1954年（昭和29年）4月1日 - 山田村と合併して吾妻村が発足し、守山村は自治体として消滅。

## 地名
名を行政区域とする。
守山村は1889年の町村制施行時に2村が合併し発足した自治体であるが、大字（三室・守山）は設置していない。
但し明治時代末期の長崎県公報によれば、名の名称に大字を冠した記載が見られる。
なお、守山村では名の名称を十干に置き換えて表記する。
大字三室
- 甲 ／ 本村名
- 乙 ／ 木場名

大字守山
- 丙 ／ 平江名
- 丁 ／ 古城名
- 戊 ／ 田之平名[4]
- 己 ／ 大木場名

## 交通

### 鉄道
村域を島原鉄道線が通るが、駅は設置されていない。

## 名所・旧跡
- 守山城跡
- 大塚古墳